# Saint-Genis-l'Argentière
Pour les articles homonymes, voir Saint-Genis (homonymie) et Argentière (homonymie).
Saint-Genis-l'Argentière (Saint-Genis-l'Argentiéri en francoprovençal du Pays lyonnais) est une commune française, située dans le département du Rhône en région Auvergne-Rhône-Alpes.

## Géographie
Situé dans les monts du Lyonnais, ce village est très proche de Sainte-Foy-l'Argentière.

### Climat
Pour des articles plus généraux, voir Climat d'Auvergne-Rhône-Alpes et Climat du Rhône.
En 2010, le climat de la commune est de type climat des marges montargnardes, selon une étude du Centre national de la recherche scientifique s'appuyant sur une série de données couvrant la période 1971-2000. En 2020, Météo-France publie une typologie des climats de la France métropolitaine dans laquelle la commune est exposée à un climat de montagne ou de marges de montagne et est dans la région climatique  Nord-est du Massif Central, caractérisée par une pluviométrie annuelle de 800 à 1 200 mm, bien répartie dans l’année. 
Pour la période 1971-2000, la température annuelle moyenne est de 10,5 °C, avec une amplitude thermique annuelle de 16,7 °C. Le cumul annuel moyen de précipitations est de 843 mm, avec 9,9 jours de précipitations en janvier et 6,8 jours en juillet. Pour la période 1991-2020, la température moyenne annuelle observée sur la station météorologique de Météo-France la plus proche, « Saint-Symphorien-C », sur la commune de Saint-Symphorien-sur-Coise à 9 km à vol d'oiseau, est de 10,5 °C et le cumul annuel moyen de précipitations est de 861,2 mm,. Pour l'avenir, les paramètres climatiques de la commune estimés pour 2050 selon différents scénarios d'émission de gaz à effet de serre sont consultables sur un site dédié publié par Météo-France en novembre 2022.

## Urbanisme

### Typologie
Au 1er janvier 2024, Saint-Genis-l'Argentière est catégorisée commune rurale à habitat dispersé, selon la nouvelle grille communale de densité à sept niveaux définie par l'Insee en 2022.
Elle appartient à l'unité urbaine de Sainte-Foy-l'Argentière, une agglomération intra-départementale regroupant trois  communes, dont elle est ville-centre,,. Par ailleurs la commune fait partie de l'aire d'attraction de Lyon, dont elle est une commune de la couronne,. Cette aire, qui regroupe 397 communes, est catégorisée dans les aires de 700 000 habitants ou plus (hors Paris),.

### Occupation des sols
L'occupation des sols de la commune, telle qu'elle ressort de la base de données européenne d’occupation biophysique des sols Corine Land Cover (CLC), est marquée par l'importance des territoires agricoles (68,8 % en 2018), en diminution par rapport à 1990 (70 %). La répartition détaillée en 2018 est la suivante : 
prairies (51,9 %), forêts (26,8 %), zones agricoles hétérogènes (16,9 %), zones urbanisées (2,4 %), mines, décharges et chantiers (2 %). L'évolution de l’occupation des sols de la commune et de ses infrastructures peut être observée sur les différentes représentations cartographiques du territoire : la carte de Cassini (XVIIIe siècle), la carte d'état-major (1820-1866) et les cartes ou photos aériennes de l'IGN pour la période actuelle (1950 à aujourd'hui).

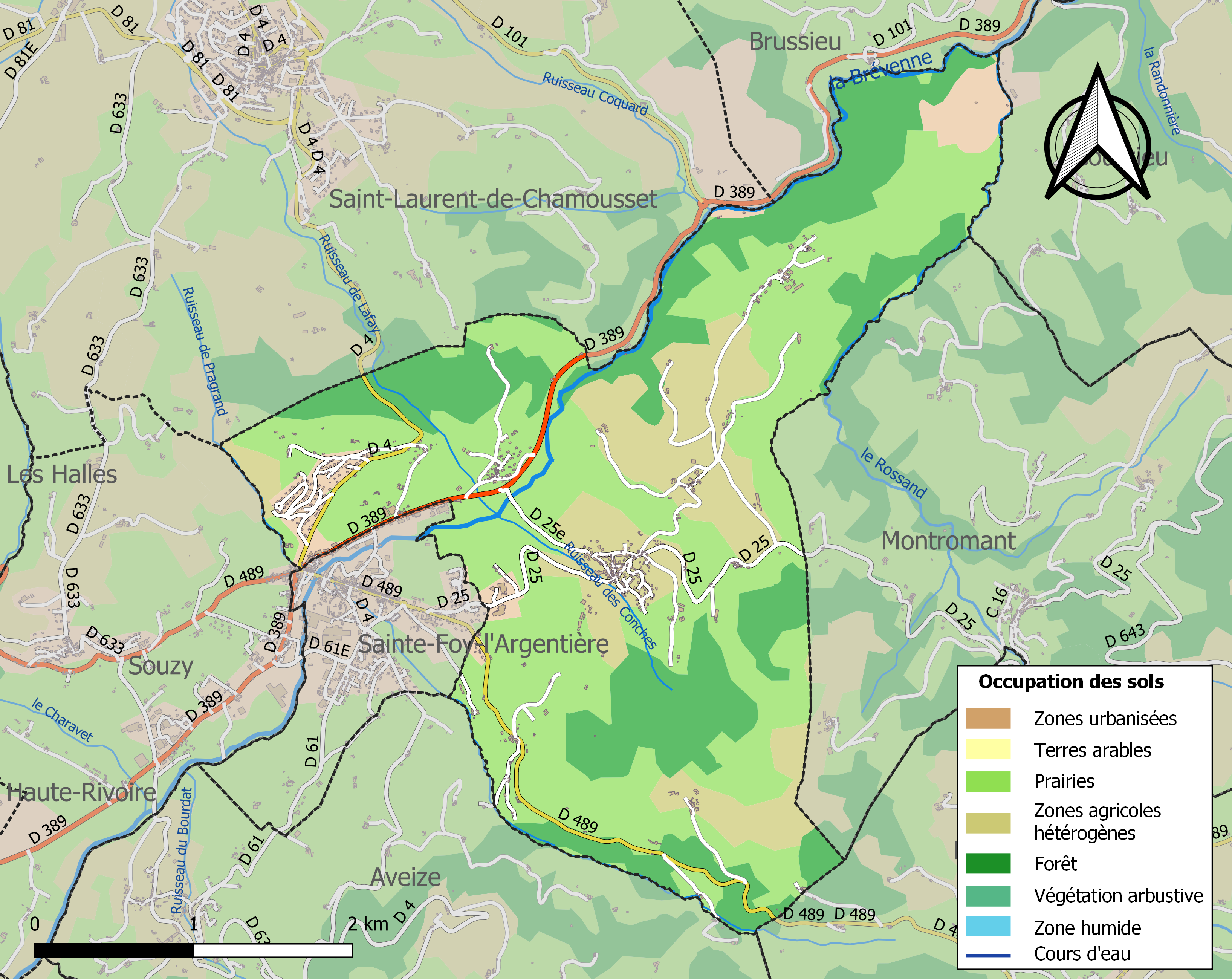
Carte des infrastructures et de l'occupation des sols de la commune en 2018 (CLC).

## Toponymie
Il s'agit d'un toponyme, variante d'Argentière, avec le sens de mine d'argent (ou de minerai argentifère). La commune doit son nom à une mine de plomb argentifère exploitée au Moyen Âge.
Au cours de la Révolution française, la commune porte provisoirement le nom de La Pique-sur-Brevenne.

## Héraldique
| Armes | Les armes de Saint-Genis-l'Argentière se blasonnent ainsi : D'azur au buste de saint Genis d’argent nimbé d’or et accompagné à dextre d’un S, à senestre d’un G et en pointe d’un A aussi d’or, au chef cousu de gueules chargé d’un griffon d’or et d’un lion d’argent couronné d’or issants et affrontés. |

## Politique et administration
| Période                                  | Période  | Identité                | Étiquette | Qualité |
| ---------------------------------------- | -------- | ----------------------- | --------- | ------- |
| 2008                                     | En cours | Christian Rivoire       |           |         |
| 1983                                     | 2008     | Gilbert Dussuyer        | SE        |         |
| 1966                                     | 1983     | Joseph Murigneux        |           |         |
| 1965                                     | 1966     | Victor Duvignau         |           |         |
| 1945                                     | 1965     | Joseph Viviant          |           |         |
| 1944                                     | 1945     | Pierre Basset           |           |         |
| 1926                                     | 1944     | François Balay          |           |         |
| 1908                                     | 1926     | Henri Balay             |           |         |
| 1903                                     | 1908     | Jean-Marie Bazin        |           |         |
| 1896                                     | 1903     | Henri Balay             |           |         |
| 1884                                     | 1896     | Jean-Marie Bazin        |           |         |
| 1881                                     | 1884     | Francisque Naime        |           |         |
| 1876                                     | 1881     | Jean-Marie Bazin        |           |         |
| 1876                                     | 1876     | Louis Balay             |           |         |
| 1874                                     | 1876     | Jean-Marie Bazin        |           |         |
| 1872                                     | 1874     | Joseph-Claude Charvolin |           |         |
| 1865                                     | 1872     | Louis-Charles Balay     |           |         |
| 1858                                     | 1865     | Fleury Regnard          |           |         |
| 1852                                     | 1858     | Jean-Marie Margeois     |           |         |
| 1845                                     | 1852     | Jean-Louis Ducreux      |           |         |
| 1838                                     | 1845     | Jean-Baptiste Mazard    |           |         |
| 1835                                     | 1838     | Jean-Antoine Bayard     |           |         |
| 1832                                     | 1835     | Jean-Louis Siméan       |           |         |
| Les données manquantes sont à compléter. |          |                         |           |         |

## Démographie
L'évolution du nombre d'habitants est connue à travers les recensements de la population effectués dans la commune depuis 1793. Pour les communes de moins de 10 000 habitants, une enquête de recensement portant sur toute la population est réalisée tous les cinq ans, les populations de référence des années intermédiaires étant quant à elles estimées par interpolation ou extrapolation. Pour la commune, le premier recensement exhaustif entrant dans le cadre du nouveau dispositif a été réalisé en 2008.

En 2022, la commune comptait 986 habitants, en évolution de −6,27 % par rapport à 2016 (Rhône : +3,93 %, France hors Mayotte : +2,11 %).
| 1793 | 1800 | 1806 | 1821 | 1831 | 1836 | 1841 | 1846  | 1851  |
| ---- | ---- | ---- | ---- | ---- | ---- | ---- | ----- | ----- |
| 610  | 420  | 630  | 860  | 804  | 870  | 909  | 1 020 | 1 004 |

| 1856 | 1861 | 1866 | 1872 | 1876 | 1881  | 1886 | 1891  | 1896 |
| ---- | ---- | ---- | ---- | ---- | ----- | ---- | ----- | ---- |
| 866  | 954  | 982  | 892  | 906  | 1 012 | 933  | 1 011 | 978  |

| 1901 | 1906 | 1911 | 1921 | 1926 | 1931 | 1936 | 1946 | 1954 |
| ---- | ---- | ---- | ---- | ---- | ---- | ---- | ---- | ---- |
| 936  | 908  | 850  | 803  | 808  | 807  | 804  | 706  | 685  |

| 1962 | 1968 | 1975 | 1982 | 1990 | 1999 | 2006 | 2008 | 2013  |
| ---- | ---- | ---- | ---- | ---- | ---- | ---- | ---- | ----- |
| 600  | 569  | 549  | 656  | 802  | 860  | 963  | 993  | 1 045 |

| 2018  | 2022 | - | - | - | - | - | - | - |
| ----- | ---- | - | - | - | - | - | - | - |
| 1 030 | 986  | - | - | - | - | - | - | - |

## Lieux et monuments
Construite en 1878, de style néogothique de la fin du XIXe siècle, l'église actuelle a été construite en remplacement de l'ancienne devenue trop petite.
Située à côté de la mairie, La maison forte date de la fin du Moyen Âge. On dit même qu'elle aurait pu être un prieuré de l'abbaye de Savigny.
Des restes de l'aqueduc romain de la Brévenne sont visibles dans les bois de la Valsonnière. Celui-ci servait à acheminer l'eau de l'Orjolles jusqu'à Lyon.
En 1870, fut construit le Clos Saint-Joseph. Sanatorium après la Première Guerre mondiale, il accueille une communauté religieuse.
Sur la place du hameau de Boussoure se trouve un tilleul centenaire, une croix restaurée datant du XVIIIe siècle.